# Huozhou
Huozhou (霍州) is een stad in de prefectuur Linfen in de provincie Shanxi in China. Er wonen ongeveer 290.000 mensen in Huozhou. Huozhou is ook een arrondissement. In de stadswijk Shilin is de gevangenis van Huozhou.